# Pselaphochernes lacertosus
Espèce
Synonymes
- Chernes lacertosus L. Koch, 1873

Pselaphochernes lacertosus est une espèce de pseudoscorpions de la famille des Chernetidae.

## Distribution
Cette espèce se rencontre en France, en Espagne, au Portugal, en Italie, à Malte, en Tunisie, en Bosnie-Herzégovine, en Hongrie, en Bulgarie, en Grèce, à Chypre et en Azerbaïdjan.

## Description
Pselaphochernes lacertosus mesure de 2 à 3 mm.

## Publication originale
- L. Koch, 1873 : Uebersichtliche Dartstellung der Europäischen Chernetiden (Pseudoscorpione). Bauer und Raspe, Nürnberg, p. 1-68 (texte intégral).